# Élections législatives de 2022 à Saint-Pierre-et-Miquelon
Les élections législatives françaises de 2022 se déroulent les 11 et 18 juin. Dans la collectivité d'outre-mer de Saint-Pierre-et-Miquelon, un député est à élire dans le cadre d'une circonscription unique.

## Contexte

### Résultats de l'élection présidentielle de 2022 par circonscription
| Circonscription | 1er tour | 1er tour | 1er tour  |         | 2d tour | 2d tour |
| Circonscription | Macron   | Le Pen   | Mélenchon | Macron  | Le Pen  |         |
| --------------- | -------- | -------- | --------- | ------- | ------- | ------- |
| Circonscription |          |          |           |         |         |         |
| Unique          | 19,77 %  | 16,99 %  | 40,91 %   | 49,31 % | 50,69 % |         |

### Système électoral
Les élections législatives ont lieu au scrutin uninominal majoritaire à deux tours au sein de 577 circonscriptions uninominales.
Est élu au premier tour le candidat qui réunit la majorité absolue des suffrages exprimés et un nombre de voix au moins égal au quart (25 %) des électeurs inscrits dans la circonscription. Si aucun des candidats ne satisfait ces conditions, un second tour est organisé entre les candidats ayant réuni un nombre de voix au moins égal à un huitième des inscrits (12,5 %) ; les deux candidats arrivés en tête du premier tour se maintiennent néanmoins par défaut si un seul ou aucun d'entre eux n'a atteint ce seuil. Au second tour, le candidat arrivé en tête est déclaré élu.
Le seuil de qualification, basé sur un pourcentage du total des inscrits et non des suffrages exprimés, rend plus difficile l'accès au second tour lorsque l'abstention est élevée. Le système permet en revanche l'accès au second tour de plus de deux candidats si plusieurs d'entre eux franchissent le seuil de 12,5 % des inscrits. Les candidats en lice au second tour peuvent ainsi être trois, un cas de figure appelé « triangulaire ». Les second tours où s'affrontent quatre candidats, appelés « quadrangulaire » sont également possibles, mais beaucoup plus rares.

### Partis et nuances
Les résultats des élections sont publiées en France par le ministère de l'Intérieur, qui classe les partis en leur attribuant des nuances politiques. Ces dernières sont décidées par les préfets, qui les attribuent indifféremment de l'étiquette politique déclarée par les candidats, qui peut être celle d'un parti ou une candidature sans étiquette. 
En 2022, seules les coalitions Ensemble (ENS) et Nouvelle Union populaire écologique et sociale (NUP) ainsi que le Parti radical de gauche (RDG), l'Union des démocrates et indépendants (UDI), Les Républicains (LR), le Rassemblement national (RN) et Reconquête (REC) se voient attribuer des nuances propres,,. 
Tous les autres partis se voient attribuer des nuances génériques variant suivant leur positionnement sur l'échiquier politique national : DXG (divers extrême gauche), DVG (divers gauche), ECO (écologiste), REG (régionaliste), DVC (divers centre), DVD (divers droite), DSV (droite souverainiste) et DXD (divers extrême droite). Des partis comme Debout la France ou Lutte ouvrière ne disposent ainsi pas de nuances propres, et leurs résultats nationaux ne sont pas publiés séparément par le ministère, car mélangés avec d'autres partis (regroupés respectivement dans les nuances DSV et DXG),.

## Résultats

### Élus
| Circonscription                                 | Député sortant                                  | Parti | Parti      | Groupe | Député élu ou réélu | Parti | Parti | Groupe |
| ----------------------------------------------- | ----------------------------------------------- | ----- | ---------- | ------ | ------------------- | ----- | ----- | ------ |
| Unique                                          | Stéphane Claireaux* suppléant d'Annick Girardin |       | CSA - LREM | LREM   | Stéphane Lenormand  |       | AD    | LIOT   |
| * député sortant ne se représentant pas en 2022 |                                                 |       |            |        |                     |       |       |        |

Nommée au gouvernement le 17 mai 2017, Annick Girardin est remplacée à l'Assemblée nationale par son suppléant Stéphane Claireaux pendant la quasi-totalité de la XVe législature.

### Résultats à l'échelle de la collectivité

#### Résultats par coalition
| Parti et coalition                                           | Parti et coalition             | Parti et coalition             | Premier tour | Premier tour | Premier tour | Second tour | Second tour | Second tour | Total Sièges | +/-           |  |
| Parti et coalition                                           | Parti et coalition             | Parti et coalition             | Voix         | %            | Sièges       | Voix        | %           | Sièges      | Total Sièges | +/-           |  |
| ------------------------------------------------------------ | ------------------------------ | ------------------------------ | ------------ | ------------ | ------------ | ----------- | ----------- | ----------- | ------------ | ------------- |  |
|                                                              |                                | Archipel demain (AD)           | 856          | 32,39        | 0            | 1 329       | 50,36       | 1           | 1            | 1             |  |
| Total Union de la droite et du centre (UDC)                  |                                |                                | 856          | 32,39        | 0            | 1 329       | 50,36       | 1           | 1            | 1             |  |
|                                                              |                                | La France insoumise (LFI)      | 782          | 29,59        | 0            | 1 310       | 49,64       | 0           | 0            | en stagnation |  |
| Total Nouvelle Union populaire écologique et sociale (NUPES) |                                |                                | 782          | 29,59        | 0            | 1 310       | 49,64       | 0           | 0            | en stagnation |  |
|                                                              | Ensemble pour construire (EPC) | Ensemble pour construire (EPC) | 532          | 20,13        | 0            |             |             |             | 0            | Nv            |  |
|                                                              |                                | Cap sur l'avenir (CSA)         | 473          | 17,90        | 0            | 0           | 1           |             |              |               |  |
| Total Ensemble (ENS)                                         |                                |                                | 473          | 17,90        | 0            | 0           | 1           |             |              |               |  |
|                                                              |                                |                                |              |              |              |             |             |             |              |               |  |
| Suffrages exprimés                                           | Suffrages exprimés             | Suffrages exprimés             | 2 643        | 97,85        |              | 2 639       | 93,42       |             |              |               |  |
| Votes blancs                                                 | Votes blancs                   | Votes blancs                   | 38           | 1,41         | 121          | 4,28        |             |             |              |               |  |
| Votes nuls                                                   | Votes nuls                     | Votes nuls                     | 20           | 0,74         | 65           | 2,30        |             |             |              |               |  |
| Total                                                        | Total                          | Total                          | 2 701        | 100          | 0            | 2 825       | 100         | 1           | 1            | en stagnation |  |
| Abstentions                                                  | Abstentions                    | Abstentions                    | 2 352        | 46,55        |              | 2 224       | 44,05       |             |              |               |  |
| Inscrits/Participation                                       | Inscrits/Participation         | Inscrits/Participation         | 5 053        | 53,45        | 5 049        | 55,95       |             |             |              |               |  |

#### Résultats par nuance
| Nuance                 | Nuance                 | Nuance                 | Premier tour | Premier tour | Premier tour | Second tour | Second tour | Second tour | Total Sièges | +/-           |
| Nuance                 | Nuance                 | Nuance                 | Voix         | %            | Sièges       | Voix        | %           | Sièges      | Total Sièges | +/-           |
| ---------------------- | ---------------------- | ---------------------- | ------------ | ------------ | ------------ | ----------- | ----------- | ----------- | ------------ | ------------- |
|                        | Divers gauche          | DVG                    | 1 314        | 49,72        | 0            | 1 310       | 49,64       | 0           | 0            | en stagnation |
|                        | Divers droite          | DVD                    | 856          | 32,39        | 0            | 1 329       | 50,36       | 1           | 1            | 1             |
|                        | Divers                 | DIV                    | 473          | 17,90        | 0            |             |             |             | 0            | en stagnation |
|                        |                        |                        |              |              |              |             |             |             |              |               |
| Suffrages exprimés     | Suffrages exprimés     | Suffrages exprimés     | 2 643        | 97,85        |              | 2 639       | 93,42       |             |              |               |
| Votes blancs           | Votes blancs           | Votes blancs           | 38           | 1,41         | 121          | 4,28        |             |             |              |               |
| Votes nuls             | Votes nuls             | Votes nuls             | 20           | 0,74         | 65           | 2,30        |             |             |              |               |
| Total                  | Total                  | Total                  | 2 701        | 100          | 0            | 2 825       | 100         | 1           | 1            | en stagnation |
| Abstentions            | Abstentions            | Abstentions            | 2 352        | 46,55        |              | 2 224       | 44,05       |             |              |               |
| Inscrits/Participation | Inscrits/Participation | Inscrits/Participation | 5 053        | 53,45        | 5 049        | 55,95       |             |             |              |               |

### Circonscription unique
- Député sortant : Stéphane Claireaux (Cap sur l'Avenir - La République en marche[13]), élu en 2017 comme suppléant d'Annick Girardin (Cap sur l'avenir - Parti radical).

| Candidat                 | Candidat                 | Parti et coalition       | Nuance                   | Premier tour | Premier tour | Second tour | Second tour |
| Candidat                 | Candidat                 | Parti et coalition       | Nuance                   | Voix         | %            | Voix        | %           |
| ------------------------ | ------------------------ | ------------------------ | ------------------------ | ------------ | ------------ | ----------- | ----------- |
|                          | Stéphane Lenormand       | AD (UDC)                 | DVD                      | 856          | 32,39        | 1 329       | 50,36       |
|                          | Olivier Gaston           | LFI (NUPES)              | DVG                      | 782          | 29,59        | 1 310       | 49,64       |
|                          | Patrick Lebailly         | EPC                      | DVG                      | 532          | 20,13        |             |             |
|                          | Dominica Michel-Revert,  | CSA (ENS)                | DIV                      | 473          | 17,90        |             |             |
|                          |                          |                          |                          |              |              |             |             |
| Votes valides            | Votes valides            | Votes valides            | Votes valides            | 2 643        | 97,85        | 2 639       | 93,42       |
| Votes blancs             | Votes blancs             | Votes blancs             | Votes blancs             | 38           | 1,41         | 121         | 4,28        |
| Votes nuls               | Votes nuls               | Votes nuls               | Votes nuls               | 20           | 0,74         | 65          | 2,30        |
| Total                    | Total                    | Total                    | Total                    | 2 701        | 100          | 2 825       | 100         |
| Abstention               | Abstention               | Abstention               | Abstention               | 2 352        | 46,55        | 2 224       | 44,05       |
| Inscrits / participation | Inscrits / participation | Inscrits / participation | Inscrits / participation | 5 053        | 53,45        | 5 049       | 55,95       |